# Ардуэн, Жан-Филипп
Жан-Филипп Ардуэн (фр. Jean-Philippe Ardouin; род. 5 марта 1964, Сент, Приморская Шаранта) — французский политический и государственный деятель, депутат Национального собрания (2017—2024).

## Биография
Родился 5 марта 1964 года в Сенте, департамент Приморская Шаранта, Франция.
После окончания местного лицея стал учиться в Бордо, где получил степени в области управления, экономики и делового администрирования. Позднее он также окончил Университет Бордо со степенью магистра в области права.
После окончания обучения он стал развивать собственное винодельческое хозяйство. На парламентских выборах 2017 года Ардуэн был избран депутатом Национального собрания Франции от 3-го избирательного округа Приморской Шаранты. На выборах 2022 года ему удалось сохранить своё место, однако, на голосовании, состоявшемся в июне 2024 года, он уступил своё депутатское кресло Фабрису Барюссо.